# Бакланово (Кашинский район)
Бакланово — деревня в Кашинском городском округе Тверской области России. 

## География
Деревня находится в 23 км на запад от города Кашина.

## История
В 1816 году в селе была построена каменная Спасская церковь с 2 престолами, метрические книги с 1800 года. 
В конце XIX — начале XX века село входило в состав Савцынской волости Кашинского уезда Тверской губернии. 
С 1929 года деревня входила в состав Савцинского сельсовета Кашинского района Кимрского округа Московской области, с 1935 года — в составе Калининской области, с 1994 года — в составе Уницкого сельского округа, с 2005 года — в составе Уницкого сельского поселения, с 2018 года — в составе Кашинского городского округа.

## Население
| 1859 | 1889 | 2002 | 2010 |
| ---- | ---- | ---- | ---- |
| 175  | ↘131 | ↘2   | ↗13  |

## Достопримечательности
В деревне расположена недейстующая Церковь Николая Чудотворца (1816).